# Csapó (foglalkozás)
A csapó a gyapjú tisztításával, finomabb feldolgozásra történő előkészítésével foglalkozó ember volt. Valószínűleg egy korábbi időszakban, így a magyar középkorban is a szűrszabók a ruházat megvarrása mellett a posztó készítésének összes munkafázisával is foglalkoztak. A csapás szó eredeti jelentése: gyapjúfinomítás fonás előtt. A kifeszített húrt vagy madzagot lazára engedve belecsapták a tisztítandó gyapjúhalmazba. 
A foglalkozás emlékét néhány településen utcanév őrzi (Debrecen: Csapó utca , Szombathely: Szűrcsapó utca, Miskolc: Szűrcsapó utca).